# Jizzax
Jizzax (Russisch: Джизак) is een stad in Oezbekistan en is de hoofdplaats van de viloyat Jizzax.
Jizzax telt naar schatting 148.900 inwoners. Ten tijde van de Sovjet-Unie stond de stad bekend onder haar Russische benaming Dzjizak.

## Geboren
- Patoch Sjodijev (1953), Oezbeeks-Belgische zakenman